# Rob Eiter
Robert L. „Rob” Eiter (ur. 12 września 1967 w Chicago) – zapaśnik amerykański w stylu wolnym. Olimpijczyk z Atlanty 1996, zajął 8 miejsce w wadze do 48 kg. Siódme miejsce na Mistrzostwach Świata w 1995 roku. Drugie miejsce w Pucharze Świata w 1992, 1994 i czwarte w 1993. Zawodnik Arizona State University. Pięć razy U.S. Nationals Champion (1990, 1992–1993, 1995–1996).

## Biblioteka
- Profil i rezultaty olimpijskie na sports-reference.com. sports-reference.com. [zarchiwizowane z tego adresu (2012-11-14)].
- Rob Eiter na fila-official.com
- Kariera na www.washingtonpost.com